# Xoridesopus fuscatus
Xoridesopus fuscatus là một loài tò vò trong họ Ichneumonidae.